# Ultima V
Ultima V: Warriors of Destiny – komputerowa gra fabularna, wydana w 1988 r. przez firmę Origin Systems. To piąta część serii Ultima.
Władca krainy Britannia, w której rozgrywa się seria Ultima, Lord British, nie wraca z ekspedycji badawczej do nieznanej, olbrzymiej sieci podziemnych jaskiń. Niejaki Lord Blackthorn, pozostawiony w roli regenta przez władcę, uzurpuje tron. Pojawiają się trzy mroczne postaci, zwane Shadowlords (Władcy cienia) i terroryzują lud. Blackthorn wprowadza system prawny, bazujący na sztywnej, fundamentalistycznej interpretacji ośmiu cnót. Obywatele muszą na przykład płacić jałmużnę biedocie, albo z wyroku sądu tracą cały majątek. Kłamstwo zaś grozi utratą języka. Protagonista Ultimy – Avatar – zostaje przywołany z naszego świata do Britanni przez przyjaciół. Z ich pomocą musi dociec przyczyny niepokojących zmian w Britanni i przywrócić na tron prawowitego władcę.
W porównaniu z poprzednimi częściami poważnie rozbudowano warstwę fabularną i zwiększono liczbę detali. Wprowadzono zmiany pory dnia i nocy i zależne od nich harmonogramy aktywności postaci. Znacznie powiększono teren gry. Ultima V jest również dużo poważniejsza od poprzednich części serii. Realistycznie ukazano w niej społeczeństwo, żyjące w reżimie dyktatorskim. Poruszono kwestie fundamentalizmu i absolutyzmu moralnego.
Ultima V była ostatnią częścią cyklu, wydaną na komputer Apple II. Wszystkie następne wydawane były na platformę PC. Była to również ostatnia część, którą w dużej mierze programował sam Richard Garriott. Przy następnych pracował już wyłącznie jako projektant.
Pewna część napisów w grze napisana została alfabetem runicznym, opartym o runy fuþarku starszego, rozszerzonym o kilka znaków, by każdej runie odpowiadała jedna litera alfabetu łacińskiego.
Pod koniec 2005 roku fani serii stworzyli projekt Lazarus, trójwymiarową wersję Ultimy V, w postaci modyfikacji gry Dungeon Siege.